# Контральто
Контральт (італ. contralto) — найнижчий жіночий співочий голос з широким діапазоном грудного регістра. Робочий діапазон: фа малої октави — фа, соль другої октави. Найхарактерніший та найвиразніший регістр — грудний та частково середній — від g до a1. Верхній регістр — до f2. Яскраво виражене грудне резонування поширюється на весь середній регістр. Характерною ознакою контральта́ є повнокровні, густі ноти в малій октаві. Як пише Лаурі-Вольпі, контральт наближається до чоловічих голосів. Цей факт ілюструє здатність контральта легко озвучувати всю малу октаву і навіть кілька нот великої октави. «Коронні» ноти контральта — низькі, верхній регістр «короткий» і не дуже цікавий, але можна зустріти винятки. Наприклад, голоси Еви Подлесь, Єлизавети Антонової, Кетлін Ферріер і деяких інших котральтів мають повнозвучні великі регістри. В опері композитори часто писали контральтові партії для хлопчиків-підлітків і юнаків.